# شوكة دهليزية
يحدثُ أسفل فتحة الجيب التاجي اندماجٌ لتشكيل مثلثٍ ثخينٍ يُعرف باسم الشوكة الدهليزية (باللاتينية: Spina vestibuli).

## روابط خارجية
- «نماء وهيكل الحاجز الأذيني» على موقع bmjjournals.com